# Fenotip
Fenotip (grč. phainein - prikazati; typos - tip, vrsta) su sve vidljive karakteristike ili osobine nekog organizma, poput njegove morfologije, razvoja, biokemijskih ili fizioloških svojstava, ponašanja, i sl. Fenotip rezultira iz izražaja genskog koda, odn. genotipa, kao i zbog utjecaja okoline i interakcija toga dvoje. Ako u istoj populaciji neke vrste postoje dva ili više različita fenotipa, vrsta se proglašava polimorfnom.
Razlikovanje fenotipa i genotipa predložio je Wilhelm Johannsen 1911. godine kako bi se pojasnila razlika između genskog naslijeđa i završnih rezultata tog naslijeđa.
Richard Dawkins je 1978., te u knjizi iz 1982. The Extended Phenotype predložio kako ptičja gnijezda i druge strukture poput dabrovih brana možemo smatrati "proširenim fenotipima".